# Marie-José Kersaudy
Marie-José Kersaudy (* 27. Februar 1954) ist eine ehemalige französische Schwimmerin aus Neukaledonien.

## Werdegang
Kersaudy nahm im Dezember 1966 im Alter von zwölf Jahren und neun Monaten zum ersten Mal an den Südpazifikspielen teil und wurde dort zur erfolgreichsten Teilnehmerin. Auch bei den Austragungen der Jahre 1969 und 1971 war sie wiederum erfolgreich und gewann so insgesamt 20 Goldmedaillen sowie einmal Bronze.
- Südpazifikspiele 1966 in Nouméa (Neukaledonien): siebenmal Gold (100 m Rücken, 100 m Schmetterling, 100 m Freistil, 400 m Freistil, 800 m Freistil, 4 × 100 m Freistil, 4 × 100 m Lagen)[1]
- Südpazifikspiele 1969 in Port Moresby (Papua und Neuguinea): siebenmal Gold (100 m Rücken, 100 m Schmetterling, 200 m Lagen, 400 m Freistil, 800 m Freistil, 4 × 100 m Freistil, 4 × 100 m Lagen), Bronze (100 m Freistil)[2]
- Südpazifikspiele 1971 in Papeete (Tahiti): sechsmal Gold (100 m Rücken, 100 m Schmetterling, 200 m Freistil, 200 m Lagen, 4 × 100 m Freistil, 4 × 100 m Lagen)[3]

Bei den Olympischen Sommerspielen 1968 in Mexiko-Stadt nahm Kersaudy an den Wettbewerben über 200, 400 und 800 Meter Freistil teil, schied allerdings jeweils nach den Vorläufen aus. Die 4-mal-100-Meter-Freistilstaffel um Simone Hanner, Danièle Dorléans und Claude Mandonnaud und Kersaudy wurde im olympischen Finale disqualifiziert.
Am 20. Juni 1968 stellte Kersaudy den Europarekord über 400 Meter Freistil (4:44,3 min) und am 8. März 1969 den Europarekord über 1500 Meter Freistil (18:46,6 min) auf. Die 165 cm große und 46 kg schwere Schwimmerin startete für den Verein Cercle des Nageurs Calédoniens aus Nouméa.